# Herbert von Petersdorff
Herbert Willibald Bernhard von Petersdorff (Berlino, 21 marzo 1881 – Darmstadt, 16 gennaio 1917) è stato un nuotatore e pallanuotista tedesco.

## Carriera
Partecipò alle gare di nuoto della II Olimpiade di Parigi del 1900 e vinse una medaglia d'oro, nei 200 m stile libero per squadre con la Deutscher Schwimm-Verband Berlin (con un punteggio totale di 33).
Inoltre prese parte con la squadra del Berliner Swimming Club, al torneo olimpico di pallanuoto, perdendo ai quarti di finale per 3-2 contro i Pupilles de Neptune de Lille.
Tuttavia Bill Mallon, scrittore e cofondatore della Società internazionale degli storici olimpici, nel suo libro The 1900 Olympic Games, Results for All Competitors in All Events, with Commentary sostiene che von Petersdorff non ebbe mai preso parte alle gare di nuoto, a differenza di quanto riportato nel database del CIO.

## Palmarès

### Nuoto
- Oro ai Giochi olimpici di Parigi 1900 nei 200 m stile libero per squadre